# Miasto Ozalj
Miasto Ozalj (chorw. Grad Ozalj) – jednostka administracyjna w Chorwacji, w żupanii karlowacka. W 2011 roku liczyła 6817 mieszkańców.